# José Sacristán
José Sacristán (ur. 27 września 1937 w Chinchón) – hiszpański aktor filmowy, teatralny i telewizyjny. Zdobywca  hiszpańskiej nagrody filmowej Goya.

## Wybrana filmografia
- 1992: Własny kawałek świata jako Hans
- 2011:  Madryt, 1987 jako Miguel
- 2012: Martwy i szczęśliwy jako Santos
- 2014: Magical Girl jako Damián
- 2013: Velvet jako Emilio López
- 2015: Zabłąkani jako Andrés
- 2016: Toro jako Romano
- 2016: Las furias jako Leo

## Nagrody
- Nagroda Goya Najlepszy aktor: 2013  Martwy i szczęśliwy